# 十里街道 (广水市)
十里街道，是中华人民共和国湖北省随州市广水市下辖的一个乡镇级行政单位。

## 行政区划
十里街道下辖以下地区：
十里社区、清水桥社区、双塘村、望夫楼村、三合村、灵台山村、墩塘村、马都司村、马寨村、王家棚子村、仙人洞村、殷家新屋村、天竹河村、千户冲村、同兴店村、盘龙岗村、朝阳村、朱店村、红石塘村、双畈村、林坡村、七里冲村、潭家河村、虎山村、观音村、向荣村、杨家岗村、新华村、宝林寺村、九联村和快活岭村。